# 魯德尼亞-什利亞霍瓦
50°37′56″N 28°26′7″E / 50.63222°N 28.43528°E
魯德尼亞-什利亞霍瓦（烏克蘭語：Рудня-Шляхова），是烏克蘭北部的村莊，隸屬日托米爾州的日托米爾區。該村面積8.07平方公里，2001年人口151，人口密度每平方公里18.71人。